# Informationssäkerhet
Informationssäkerhet eller infosäk är de åtgärder som vidtas för att hindra att information läcker ut, förvanskas eller förstörs och för att informationen ska vara tillgänglig när den behövs. För en organisation kan det handla om att skydda information mot en uppsättning hot för att säkerställa verksamhetens kontinuitet (exempelvis genom att säkerställa tillgång till källkod till verksamhetskritisk programvara), minimera verksamhetsrisken och maximera avkastningen på investeringar och affärsmöjligheter. 
Informationen som ska skyddas kan vara tryckt på papper, vara lagrad elektroniskt, överföras med post eller med elektroniska hjälpmedel, visas på film eller yttras i en konversation. 
Möjliga säkerhetsåtgärder är att införa en viss policy, rutin, process, organisationsstruktur eller olika mjuk- och hårdvarufunktioner. Säkerhetsarbetet kan också innefatta att utforma, införa, övervaka, granska och förbättra dessa åtgärder för att säkerställa att organisationens säkerhets- och verksamhetsmål uppnås.
Som stöd för arbete med informationssäkerhet finns standarderna i ISO/IEC 27000-serien som utgår från bland annat CIA-triaden eller -tringeln för informationssäkerhet. Den omfattar tre principer:
- Konfidentialitet (confidentiality) - att skydda data och information från att spridas till obehöriga.
- Riktighet (integrity) - att garantera att data och information är korrekt och komplett.
- Tillgänglighet (availability) - att säkra åtkomst åt data och information för behöriga när de behöver det.